# 万代勝信
万代 勝信（まんだい かつのぶ、1958年 - ）は、日本の会計学者。一橋大学名誉教授。企業会計基準委員会委員。専門は財務会計、簿記論。安藤英義門下。

## 経歴
- 1983年　一橋大学商学部卒業
- 1985年　一橋大学大学院商学研究科修士課程修了
- 1988年　一橋大学大学院商学研究科博士課程修了
- 1988年　青山学院大学経営学部講師
- 1992年　青山学院大学経営学部助教授
- 1996年　一橋大学商学部助教授
- 2000年　一橋大学大学院商学研究科教授、博士（商学）
- 2013年　一橋大学情報化統括本部情報基盤センター長
- 2022年　一橋大学名誉教授[2]

## 社会的活動
- 企業会計基準委員会委員
- 中小企業庁中小企業の会計に関する検討会座長[3]
- 金融庁企業会計審議会企画調整部会臨時委員[4]
- 一般財団法人建設産業経理研究機構理事[5]

## 著書
- 現代会計の本質と職能、森山書店、292頁、2000年、ISBN 978-4839419172